# Tabula Peutingeriana
Tabula Peutingeriana je karta s ucrtanim rimskim cestama, naslikana u 4. stoljeću, a precrtana u 13. stoljeću.
O cestovnoj mreži rimske države, koju su Rimljani izveli s velikim oprezom i gdjekad (npr. u Alpama) nakon velikih poteškoća, upućeni smo dosta potpuno po cestovnoj karti u bečkoj dvorskoj biblioteci. Ova se karta oslanja na službena vrela (na kartu M. Vipsanija Mesale), a riječ je o tzv. Tabuli Peutingeriani (naslikanoj u 13. stoljeću, koja ima 11 pergamentnih komada 0,33 m visokih, a 6,75 m dugih; dvanaesti je, najzapadniji dio izgubljen) i tzv. Itinerarium Antonini. To je popis stacija na cestama i njihovih udaljenja, također službenoga podrijetla iz 4. stoljeća. Amo se prislanjaju neslužbene cestovne knjige, mnogobrojni sačuvani miljokazi, ostaci starinskih cesta samih i prikazivanja, koja se u ovoj ili onoj prigodi nalaze u raznih spisatelja.